# Basilika Mariä Himmelfahrt (Mátraverebély)

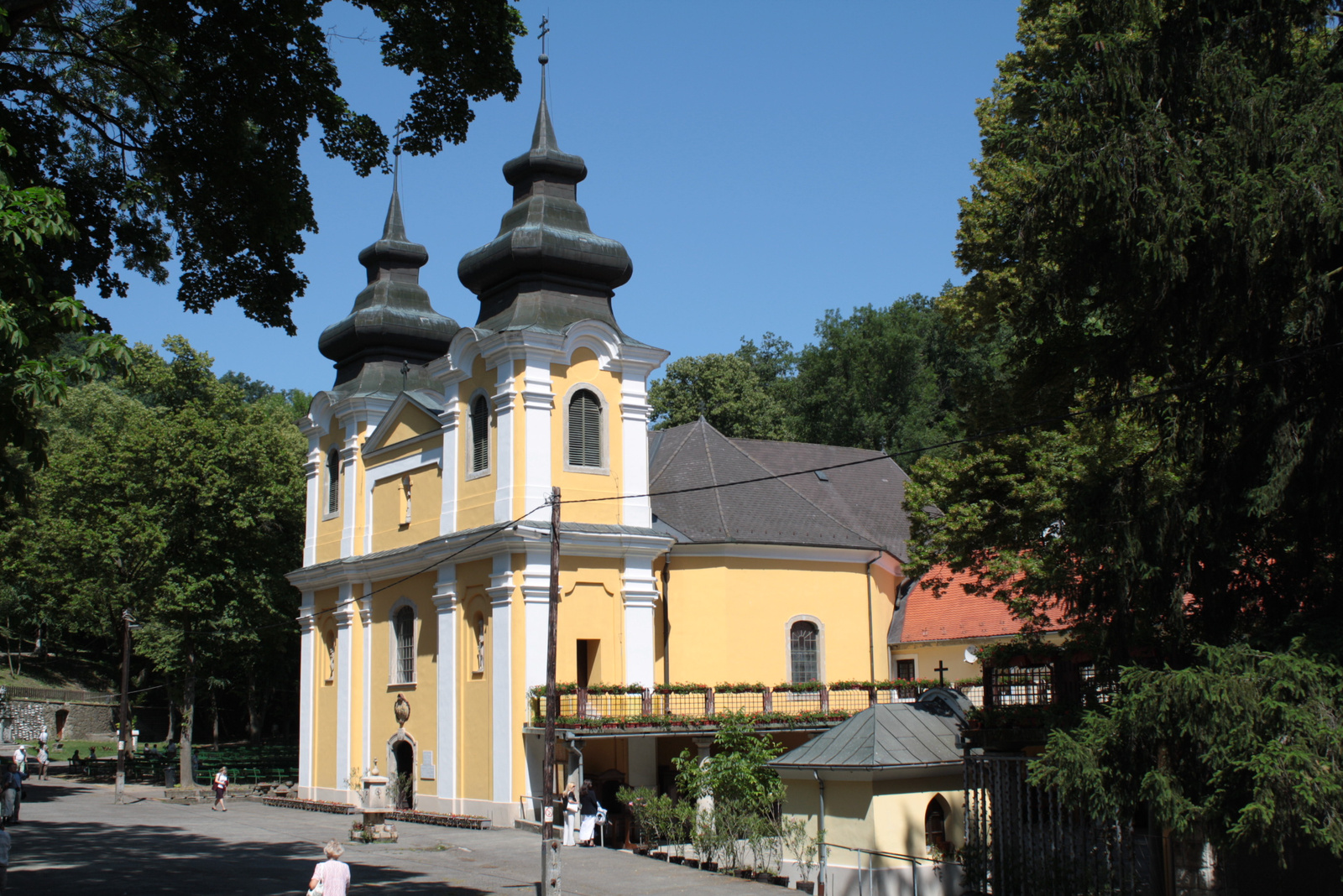
Basilika Mariä Himmelfahrt

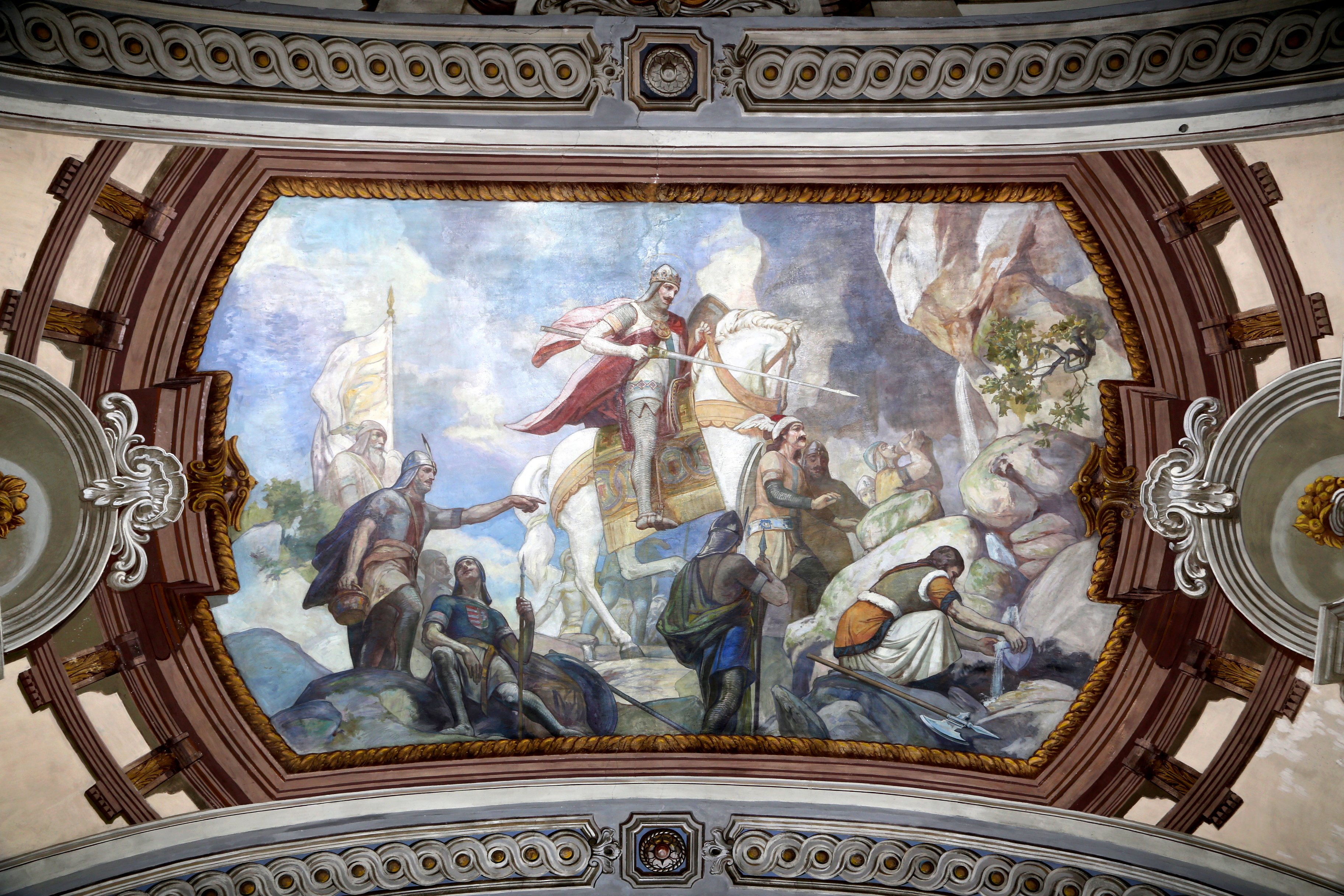
Deckenfresko: König Ladislaus der Heilige mit seinem Gefolge an der wundertätigen Quelle

Die Basilika Mariä Himmelfahrt (ungarisch Nagyboldogasszony-bazilika) ist eine römisch-katholische Wallfahrtskirche in Mátraverebély in Nordungarn. Die Kirche im Bistum Vác mit dem Patrozinium Mariä Aufnahme in den Himmel trägt den Titel einer Basilica minor und ist denkmalgeschützt.

## Basilika
Die barocke einschiffige Kirche hat einen halbkreisförmigen Abschluss. Den Eingangsbereich der Basilika bildet eine Doppelturmfassade auf der Südseite. Die Kirche wurde 1763 von János Almássy erbaut, dessen Familienkapelle sich auf der Westseite der Kirche befindet. Die Wappen der Familie Vereb und Almássy sind oberhalb des Eingangs angebracht. Auf der Ostseite liegen die Sakristei und das Oratorium sowie das Franziskanerkloster, von dem die Kirche betreut wird. Die Ausstattung ist typisch für die Mitte des 18. Jahrhunderts; an den Seitenwänden wurden die Bilder 1934  durch Gemälde von Endre Hollós ersetzt. Papst Paul VI. hat der Kirche 1970 den Rang einer Basilica minor verliehen.

## Legende
Der Legende nach kämpfte der heilige Ladislaus I. 1091 gegen die Kumanen und musste fliehen. Bei dem Sprung seines Pferdes trat es im Boden eine Quelle auf. An dieser Quelle kam es zu Wunderheilungen wie der eines zuvor stummen Schäfers und es entstand der Wallfahrtsort.

## Geschichte der Wallfahrtsstätte
Aufgrund der steigenden Zahl von Pilgern nach Szentkút wurde 1210 in Verebély eine Kirche errichtet, von der eine Prozession zur Quelle des Wallfahrtsortes startete. 1258 erhielt die Kirche vom Apostolischen Stuhl die Erlaubnis, Wallfahrtsort zu werden. Im Jahre 1400 hat der Wallfahrtsort von dem Papst Bonifatius IX. die erste Bulle erhalten und war im 15. Jahrhundert einer der meistbesuchten Wallfahrtsorte Ungarns. Im 16. Jahrhundert, nach der türkischen Besetzung, wurde die Siedlung Verebély zerstört, aber zwischen 1650 und 1660 erhielten die Franziskaner aus Gyöngyös eine türkische Erlaubnis für eine Pilgerreise. Die Wunderheilungen wurden Anfang des 18. Jahrhunderts durch Papst Clemens XI. untersucht.
Fast 200.000 Pilger besuchten im Jahr 2010 den Wallfahrtsort. 2015 wurde das Nationalheiligtum Mátraverebély-Szentkúti um die Kirche für ein einheitliches architektonisches Erscheinungsbild erneuert, so mit dem heiligen Brunnen und dem Freilichtaltar, dessen Mosaikkomposition vom slowenischen Künstler Marko Ivan Rupnik erschaffen wurde. Der Altar wurde von Péter Kardinal Erdő, Erzbischof von Budapest, bei der Übergabe der Anlage am 5. September 2015 geweiht.